# أم القنافذ
أم القنافذ هي بلدة تقع في محافظة عمان شمال غرب الأردن.

## روابط خارجية
- صور لأم القنافد في المركز الأمريكي للبحوث